# Titularbistum Idassa
Idassa ist ein Titularbistum der römisch-katholischen Kirche.
Die in Nordafrika gelegene Stadt war ein alter römischer Bischofssitz, der im 7. Jahrhundert mit der islamischen Expansion unterging. Er lag in der römischen Provinz Numidien.
| Titularbischöfe von Idassa |                                                                  |                                                         |                    |                  |
| Nr.                        | Name                                                             | Amt                                                     | von                | bis              |
| 1                          | Francesco Kardinal Bracci Titularerzbischof pro hac vice         | Kurienerzbischof                                        | 5. April 1962      | 19. April 1962   |
| 2                          | Bohdan Bejze                                                     | Weihbischof in Łódź (Polen)                             | 25. Juni 1963      | 19. März 2005    |
| 3                          | José Rojas Rojas Jr.                                             | Weihbischof in Caceres (Philippinen)                    | 25. Juli 2005      | 19. Mai 2008     |
| 4                          | Vincent Jordy                                                    | Weihbischof in Straßburg (Frankreich)                   | 19. September 2008 | 22. Juli 2011    |
| 5                          | Rubens Sevilha OCD                                               | Weihbischof in Vitória (Brasilien)                      | 21. Dezember 2011  | 28. März 2018    |
| 6                          | Gianpiero Palmieri ab 19. September 2020 Erzbischof pro hac vice | Weihbischof in Rom Vizegerent des Bistums Rom (Italien) | 18. Mai 2018       | 29. Oktober 2021 |
| 7                          | Joseph Andrew Williams                                           | Weihbischof in Saint Paul and Minneapolis (USA)         | 10. Dezember 2021  | 21. Mai 2024     |
| 8                          | Pedro Bernardo Cannavó                                           | Weihbischof in Buenos Aires (Argentinien)               | 19. Juni 2024      |                  |